# Трикраты
Трикраты (укр. Трикрати) — село в Вознесенском районе Николаевской области Украины.
Основано в 1800 году. Население по переписи 2001 года составляло 2009 человек. Почтовый индекс — 56535. Телефонный код — 5431. Занимает площадь 1,756 км².

## Местный совет
56535, Николаевская обл., Вознесенский р-н, с. Трикраты, пл. Независимости, 1